# Pseudanchoscelis
Pseudanchoscelis là một chi bướm đêm thuộc họ Noctuidae.